# Зайцев (Ростовская область)
Зайцев — хутор в Заветинском районе Ростовской области.
Входит в состав Шебалинского сельского поселения.

## География
На протяжении более 15 лет хутор Зайцев представляет собой пустое пространство степи. От давних жилых построек почти не осталось даже фундаментов.

### Улицы
- проезд Животноводческий.